# 普里尼亚克和马尔康
普里尼亚克和马尔康（法語：Prignac-et-Marcamps，法語發音：[pʁiɲak e maʁkɑ̃]）是法国吉伦特省的一个市镇，属于布莱区。该市镇于1964年由原市镇普里尼亚克（Prignac）和马尔康（Marcamps）合并而成。

## 地理
普里尼亚克和马尔康（45°1'57"N, 0°29'36"W）面积9.66 平方千米，位于法国新阿基坦大区吉倫特省，该省份为法国西南部沿海省份，是法國本土面积最大的省，北起滨海夏朗德省，西临大西洋，南至朗德省，东南接洛特-加龍省，东临多爾多涅省。
与普里尼亚克和马尔康接壤的市镇（或旧市镇、城区）包括：圣洛朗达尔斯、昂贝斯、布尔、圣热尔韦、圣樊尚德保罗、托里亚克。
普里尼亚克和马尔康的时区为UTC+01:00、UTC+02:00（夏令时）。

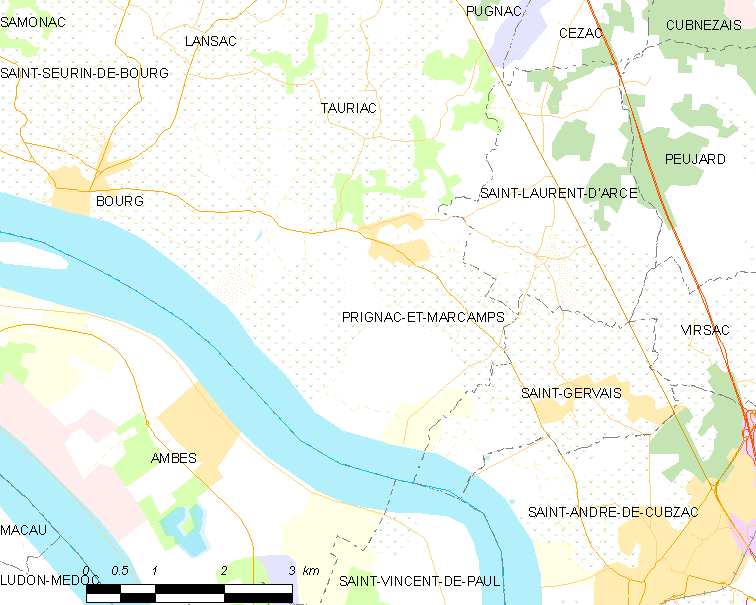
普里尼亚克和马尔康的OSM定位图

## 行政
普里尼亚克和马尔康的邮政编码为33710，INSEE市镇编码为33339。

## 政治
普里尼亚克和马尔康所属的省级选区为河口县。

## 人口

1962-2008年间普里尼亚克和马尔康人口变化图示

普里尼亚克和马尔康于2022年1月1日时的人口数量为1457人。